# Castor (escoltisme)
La branca escolta de Castors és la unitat que formen els nois i noies de 6 a 8 anys. Encara que en algunes associacions escoltes aquesta edat pot variar una mica i poden canviar de branca als 9 anys.
Als escoltes d'aquesta edat se'ls anomena de diferents formes, segons l'agrupament i l'associació escolta a la qual formin part. En concret hi ha les següents:
- Castors
- Castors i Fures[2]
- Castors I Llúdries (o Llúdrigues)[3]
- Follets[1]
- Ferrerets[4]
- Pota Tendres
- Alites (de 6 a 10 anys)

En espanyol se’ls hi diu Castores, i en anglès Beavers.
Escolarment, la branca es correspon als cursos de 1r i 2n de Primària (encara que això també depèn de cada associació escolta).
S'identifica amb el color de camisa taronja. El petit grup rep el nom d'Escamot. El projecte o acció dut a terme per aquesta branca s'anomena Presa.

## El petit grup: L'Escamot[5]
L'escamot l'han de formar un mínim de 4 i un màxim de 6 nens, ja que són els components idonis per un bon funcionament. Cal que hi hagi un equilibri de sexes i edats: això permetrà una interrelació entre els Castors de primer i segon any, i entre nens i nenes.
Aquesta composició de l'escamot variarà al llarg del curs, ja que els Castors tot just estan iniciant l'aprenentatge amb els companys. Un grup fix durant el curs reduirà les seves experiències i no els enriquirà en el seu coneixement de diferents estils de treballar i de diverses maneres de ser i de fer.
Cada escamot tindrà uns elements identificatius: nom, senyal, racó, etc. Cada escamot estarà vetllat per un cap, el qual ajudarà als Castors a organitzar-se, planificar-se,... i en general, a solucionar els petits problemes de funcionament del grup. Els càrrecs de l'escamot seran concrets i amb finalitats palpables a l'abast de les possibilitats dels Castors, per això, degut a l'etapa d'egocentrisme característica d'aquesta edat, cap nen o nena tindrà un càrrec que el faci responsable del seu company.

## Institucions de la branca[5]
La finalitat d'aquestes institucions és la d'introduir el Castor al joc democràtic, és a dir, que nens i nenes participin en la presa de decisions que afecten a tota la Unitat. Ajuden al Castor a descobrir que viu en una col·lectivitat on els acords s'han de prendre entre tots, facilitant així que vagi superant el seu egocentrisme tot escoltant i respectant les opinions dels altres, millorant la seva sociabilitat.
- Assemblea: Està formada per tota la Unitat, és a dir Castors de primer i segon any i caps d'unitat. Les seves funcions són:

1. confeccionar les normes de la unitat, és a dir, totes aquelles regles de convivència, de treball, hàbits i actituds personals,... que els Castors ens proposem per tal d'assolir una bona convivència.
2. decidir aquells aspectes que afecten a tota la Unitat com pot ser l'elecció i revisió del projecte, la resolució de problemes interns que es plantegin,...
3. revisar el dia a dia de la Unitat, és a dir, tots aquells aspectes que afecten al funcionament i a la bona marxa del curs.
4. revisar el progrés personal de cada Castor i de la Unitat en el seu conjunt.

- Consell de Presa: Està format pels càrrecs de l'escamot que siguin necessaris per a un determinat projecte i pels caps d'unitat; per exemple, si fem la planificació i el seguiment del material, el formaran els encarregats de material junt amb els caps. Per tant, la composició d'aquest consell no es fixa, sinó que va variant.

Les seves funcions són dues:
1. durant la fase de planificació, haurà de planificar al seu nivell, és a dir, haurà de preveure les necessitats de cada taller.
2. durant la fase de realització servirà per fer-ne el seguiment.

Aquest consell es convocarà les vegades que calgui per a la bona marxa del projecte, en funció de les necessitats que puguin sortir.
- Consellet: Està format pels caps i pels castors de segon any. La seva funció serà la de revisar i reflexionar sobre el seu progrés personal al llarg de l'estada a Castors. Es farà ús d'aquesta institució quan calgui per revisar el seu compromís i durant el pas de branca.

## Compromís i progrés personal[5]
La promesa és un compromís individual i personalitzat d'adhesió voluntària a la Llei escolta. L'acostumen a fer els nens i nenes que estan cursant el seu segon any a la branca de Castors, durant les festes de Nadal. Cal entendre la promesa dins el context del compromís, el qual no serà possible sense experiències prèvies de responsabilitats i compromisos. La promesa suposa un pas endavant en el progrés personal, perquè per fer la promesa cal entendre i viure els valors que es desprenen de la llei.
No hi ha un model únic de promesa. Això no obstant, els elements que entenem que haurien de configurar-la són: una raó de fer-ho públic, una reflexió personal, un compromís envers un mateix, envers la unitat i envers els altres, una festa, i perquè no, uns elements simbòlics.
Un altre aspecte que creiem molt important en aquesta etapa, és el seu final: el Pas de Branca; considerem que aquest moment és molt important ressaltar-lo per tal de fer balanç de tot el progrés personal i, per tant, del creixement envers l'actitud de compromís, que el nen/a ha fet.